# Тригидрид неодима
Тригидри́д неоди́ма — бинарное неорганическое соединение
неодима и водорода с формулой NdH3,
синие кристаллы,
реагирует с водой.

## Получение
- Нагревание металла в водородной атмосфере под давлением:

{\displaystyle {\mathsf {2Nd+3H_{2}\ {\xrightarrow {T}}\ 2NdH_{3}}}}

## Физические свойства
Тригидрид неодима образует синие кристаллы гексагональной сингонии, параметры ячейки a = 0,385 нм, c = 0,688 нм.

## Химические свойства
- Реагирует с водой:

{\displaystyle {\mathsf {NdH_{3}+3H_{2}O\ {\xrightarrow {}}\ Nd(OH)_{3}+3H_{2}}}}